# Anagarika Govinda
Anagarika Govinda (1898-1985), tên khai sinh là Ernst Lothar Hoffmann, là người sáng lập Hội Arya Maitreya Mandala và thuyết giảng về Phật giáo Tây Tạng, Abhidhamma (Vô Thượng Pháp), Thiền Pháp Phật giáo, cũng như về nhiều lĩnh vực khác của Phật giáo. Ông cũng là một nhà thơ và họa sĩ.
Lama Anagarika Govinda là người xứ Bolivia, giảng dạy triết học tại đại học Naples vào năm 1928-1930. Qua Tích Lan xuất gia với Đại đức Nyanantiloka Mahathera rồi trụ trì chùa Polgasduwa. Ông là một học giả uyên thâm về Pali với mười hai cuốn sách viết về Phật giáo Nam tông. Ông còn là một thành viên trong ban quản trị hội Phật giáo thế giới.
Năm 1947, ông qua Tây Tạng rồi có duyên được Lạt Ma Ngawang Kalzang (Tomo Geshe Rinpoche) nhận làm đệ tử. Ông đã du lịch khắp xứ này, tiếp xúc với nhiều tu sĩ, thăm viếng nhiều ngôi chùa cổ hẻo lánh và ghi nhận những điều mắt thấy tai nghe vào cuốn du ký "The Way of the White Clouds". Ông còn viết thêm nhiều sách biên khảo về Tây Tạng, đáng kể nhất là 2 cuốn "The Foundation of Tibetian Mysticism". Ông qua đời năm 1985.